# Phylloscopus ijimae
El mosquitero de Ijima o mosquitero de las Izu (Phylloscopus ijimae) es una especie de ave paseriforme de la familia Phylloscopidae que vive principalmente en las islas del sur de Japón. Su nombre conmemora al zoólogo japonés Isao Ijima.

## Descripción
El mosquitero de Ijima mide entre 10-12 cm de largo. Sus partes superiores son de color verde oliváceo intenso y las inferiores de color blanco. Presenta una lista superciliar amarillenta y una lista ocular oscura. Además presenta una única lista blanquecina en las alas.
Tiene un aspecto similar al mosquitero ártico, pero con cantos muy diferentes.

## Distribución y hábitat
Es un ave migratoria que cría únicamente en las islas Izu y pasa el invierno en islas más meridionales llegando en sus desplazamientos hasta Taiwán, las Filipinas y las costas de China.
Su hábitat natural principal es el dosel de los bosques, tanto caducifolios como de las selvas húmedas subtropicales, hasta los 930 m de altitud, aunque también aparece en zonas de matorral. Está amenazada debido a la pérdida de sus hábitats naturales.